# Junior Eurovision Song Contest 2007

Deltagande länder
Länder som deltog tidigare år men inte 2007

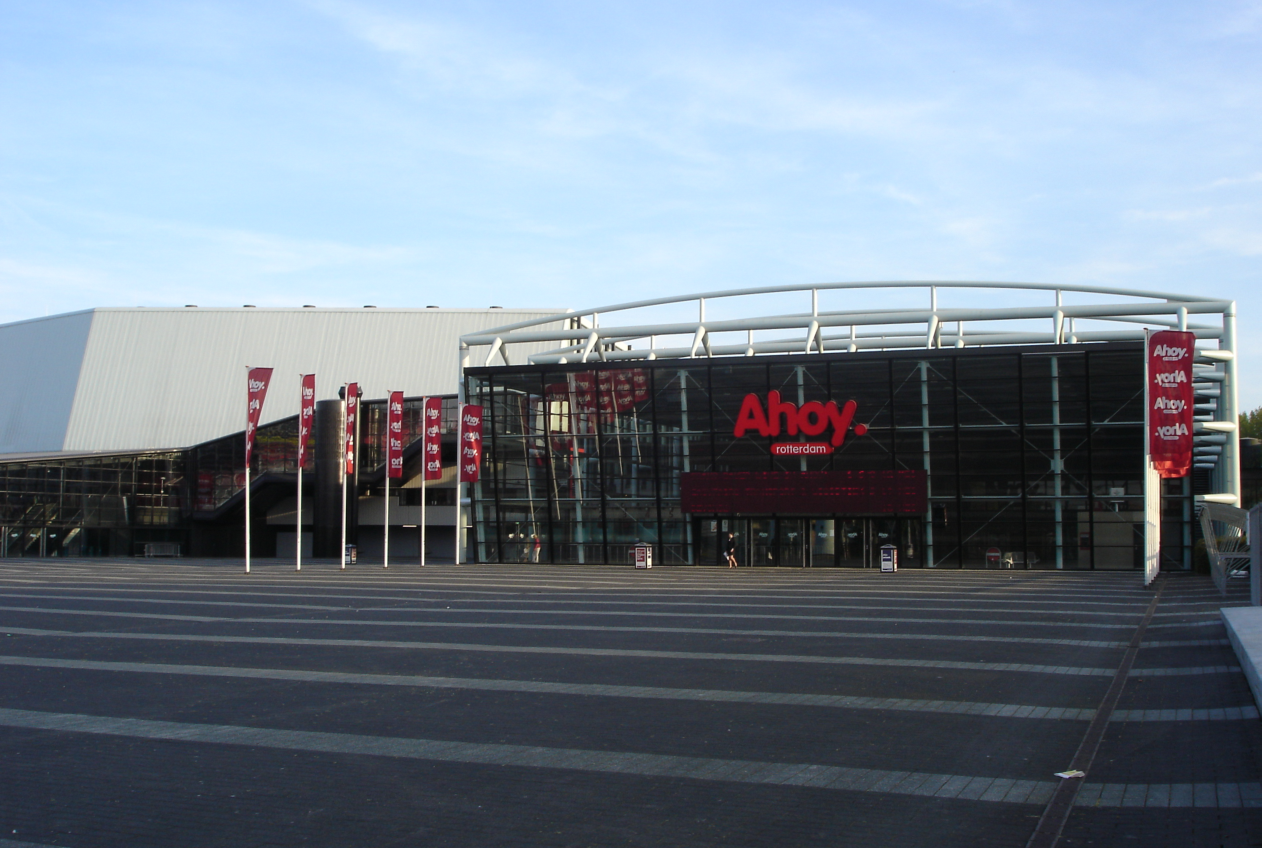
Ahoy, arenan där tävlingen anordnades.

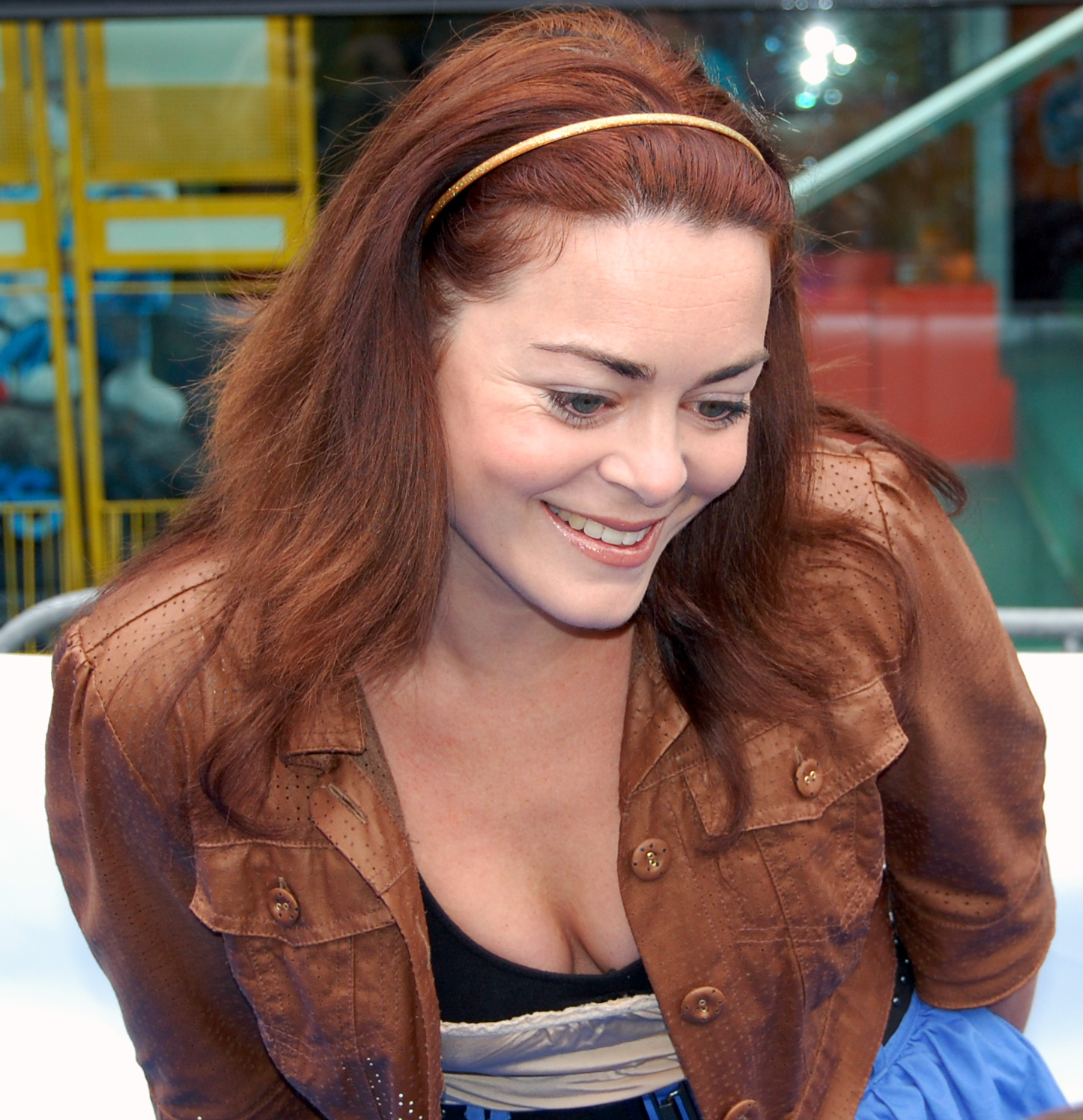
Kim-Lian van der Meij var en av två programledare detta år. Hon skulle senare bli den första att leda tävlingen två gånger, då hon åter valdes till programledare i Amsterdam 2012.

Junior Eurovision Song Contest 2007 var den femte upplagan av Junior Eurovision Song Contest, och ägde rum den 8 december 2007 i Rotterdam, Nederländerna, med Kim-Lian van der Meij och Spike Jan Bousema som programledare. Tävlingen vanns av Alexey Zhigalkovich för Vitryssland med "S druz'yami" (Med vänner), medan andra och tredje plats gick till Armenien, som förlorade med en poäng, och Serbien, respektive. Vitrysslands vinst gjorde landet till det dittills enda som vunnit tävlingen två gånger. Senare skulle även Georgien och Malta lyckas med detta.

## Arrangemanget

### Värdlandet
Värdlandet Nederländerna valdes av EBU den 13 juli 2006, varpå Rotterdam presenterades som värdstad den omkring två månader senare. Nederländska AVRO tilldelades därmed rätten att få arrangera tävlingen över cypriotiska CyBC och kroatiska HRT.

### Plats
Rotterdam (ˈ; ˌrɔtərˈdɑm Rotterdam (fil)) är den näst största staden i Nederländerna och en av världens största hamnar. Rotterdam var från början en dammbyggnad byggd 1270 på floden Rotte, och har sedan dess växt till att bli ett stort internationellt handelscentrum. Dess strategiska läge vid Rhen, Maas och Scheldes floddeltan i Nordsjön och centrum för en massiv järnväg, väg, flyg och inre vattenledningsdistributionsystem som sträcker sig över hela Europa är anledningen till att Rotterdam oftast kallas "Porten till Europa".
Tävlingens budget meddelades ligga på cirka 2 000 000 euro, motsvarande ungefär 18,9 miljoner svenska kronor.
Grunden för Ahoy Rotterdam lades år 1950. För att reklamera att den nya arenas kulle byggas anordnades en särskild utställning i en specialbyggd byggnad på platsen där Erasmus universitet står idag. Sedan invigningen 1971 har arenan byggts ut till ett helt komplex och renoverats ett flertal gånger, senast 2011.

## Händelser

### Kontroverser kring det ryska bidraget
Rysslands bidrag "Otlichnitsa" anklagades för låtstöld ett flertal gånger under arrangemanget då det ryktades om att artisten, Alexandra Golovchenko, skulle ha fått hjälp att skriva låten av en vuxen vilket då var emot regelverket som EBU publicerat. Det ryktades även om att bidraget framfördes redan innan den nationella uttagningen, så långt bak som i augusti 2006, vilket även det går emot tävlingens regelverk. Dock har det aldrig bevisats om dessa rykten stämde och därför har EBU valt att inte vidta åtgärder mot det ryska tevebolaget.

### DVD-försäljningen upphör
Sedan tävlingens start 2003 släpptes både det officiella albumet som innehåller alla låtar från respektive års tävling, samt en DVD där hela showen kunde ses igen tillsammans med bland annat bonusmateriel. EBU meddelade dock att en DVD för detta års upplaga inte skulle skickas ut till försäljning då försäljningssiffrorna tidigare år hade varit låga.

### Åldersgränsen flyttas
Åldersgränsen för de tävlande artisterna flyttades i år från 8 års minimiålder till 10 års minimiålder. Maximumålder låg dock kvar på 15 år, denna skulle inte komma att ändras förrän 2016.

## Deltagande länder
Eurovisions kommunikationsansvarig Patrica Goldsmith meddelade att 18 länder skulle komma att ställa upp i detta års upplaga av tvälingen. Senare meddelade dock spanska tevebolaget TVE sitt tillbakadragande. Armenien, Bulgarien, Georgien och Litauen ställde upp för första gången i tävlingen 2007. Bosnien och Hercegovina skulle ursprungligen deltagit men ersattes istället av Georgien.
Kroatien hoppade av årets tävling tillsammans med Spanien. HRT, det kroatiska tevebolaget, ställde från början upp i kandidaturen om att få arrangera 2007 års tävling, men hoppade senare av då man annars skulle mottagits av en nota av EBU eftersom man valt att inte visa tävlingen på en nationellt tillgänglig tevekanal 2006. Spanska TVE hoppade även dem av tävlingen på grund av ekonomiska svårigheter.
Förutom de deltagande länderna sändes tävlingen även i Australien (SBS), Bosnien och Hercegovina (BHRT) och Israel (IBA).

## Resultat
| Nr | Land          | Artist                                 | Bidrag                                          | Språk        | Plac. | Poäng |
| -- | ------------- | -------------------------------------- | ----------------------------------------------- | ------------ | ----- | ----- |
| 01 | Georgien      | Mariam Romelashvili                    | "Odelia Ranuni" (ოდელია რანუნი)                 | georgiska    | 4     | 116   |
| 02 | Belgien       | Trust                                  | "Anders"                                        | nederländska | 15    | 19    |
| 03 | Armenien      | Arevik                                 | "Erazanq" (Երազանք)                             | armeniska    | 2     | 136   |
| 04 | Cypern        | Yiorgos Ioannides                      | "I mousiki dinei ftera" (Η μουσική δίνει φτερά) | grekiska     | 14    | 29    |
| 05 | Portugal      | Jorge Leiria                           | "Só quero é cantar"                             | portugisiska | 16    | 15    |
| 06 | Ryssland      | Alexandra Golovchenko                  | "Otlichnitsa" (Отличница)                       | ryska        | 6     | 105   |
| 07 | Rumänien      | 4Kids                                  | "Sha-la-la"                                     | rumänska     | 10    | 54    |
| 08 | Bulgarien     | Bon-Bon                                | "Bonbolandiya" (Бонболандия)                    | bulgariska   | 7     | 86    |
| 09 | Serbien       | Nevena Božović                         | "Piši mi" (Пиши ми)                             | serbiska     | 3     | 120   |
| 10 | Nederländerna | Lisa, Amy & Shelley                    | "Adem in, adem uit"                             | nederländska | 11    | 39    |
| 11 | Makedonien    | Rosica Kulakova & Dimitar Stojmenovski | "Ding Ding Dong" (Динг Динг Донг)               | makedonska   | 5     | 111   |
| 12 | Ukraina       | Ilona Galytska                         | "Urok hlamuru" (Урок гламуру)                   | ukrainska    | 9     | 56    |
| 13 | Sverige       | Frida Sandén                           | "Nu eller aldrig"                               | svenska      | 8     | 83    |
| 14 | Malta         | Cute                                   | "Music"                                         | engelska     | 12    | 37    |
| 15 | Grekland      | Made in Greece                         | "Kapou berdeftika" (Καποu μπερδεύτηκα)          | grekiska     | 17    | 14    |
| 16 | Litauen       | Lina Joy                               | "Kai miestas snaudžia"                          | litauiska    | 13    | 33    |
| 17 | Vitryssland   | Alexey Zhigalkovich                    | "S druz'yami" (С друзьями)                      | ryska        | 1     | 137   |

## Poängtabeller
|                                              |               | Resultat |          |        |          |          |          |           |         |               |                |         |         |       |          |         |         |    |    |
| Σ                                            | Georgien      | Belgien  | Armenien | Cypern | Portugal | Ryssland | Rumänien | Bulgarien | Serbien | Nederländerna | Nordmakedonien | Ukraina | Sverige | Malta | Grekland | Litauen | Belarus |    |    |
| D                                            | Georgien      | 116      |          | 4      | 12       | 10       | 4        | 8         | 4       | 5             |                | 6       | 5       | 8     | 5        | 10      | 8       | 10 | 5  |
| D                                            | Belgien       | 19       |          |        |          |          |          |           |         |               |                | 7       |         |       |          |         |         |    |    |
| D                                            | Armenien      | 136      | 12       | 12     |          | 12       |          | 12        | 12      | 8             | 5              | 12      |         | 12    | 10       |         | 10      |    | 7  |
| D                                            | Cypern        | 29       |          |        | 5        |          |          |           |         |               |                |         |         |       |          |         | 12      |    |    |
| D                                            | Portugal      | 15       |          |        | 2        | 1        |          |           |         |               |                |         |         |       |          |         |         |    |    |
| D                                            | Ryssland      | 105      | 1        | 2      | 10       | 5        | 6        |           | 3       | 6             | 10             | 3       | 10      | 7     | 2        | 8       | 4       | 4  | 12 |
| D                                            | Rumänien      | 54       |          |        |          | 8        | 8        | 1         |         | 7             | 4              |         | 3       |       | 1        | 5       | 2       | 1  | 2  |
| D                                            | Bulgarien     | 86       | 6        | 7      | 6        | 7        | 1        | 3         | 8       |               | 7              | 5       | 7       | 3     | 3        | 4       | 5       | 2  |    |
| D                                            | Serbien       | 120      | 7        | 6      | 4        | 6        | 7        | 7         | 5       | 4             |                | 8       | 12      | 6     | 12       | 6       | 6       | 6  | 6  |
| D                                            | Nederländerna | 39       | 3        | 10     | 1        | 4        |          |           |         | 1             |                |         |         |       | 6        | 2       |         |    |    |
| D                                            | Makedonien    | 111      | 5        | 3      | 7        | 3        | 10       | 5         | 10      | 12            | 12             |         |         | 5     | 7        | 7       |         | 5  | 8  |
| D                                            | Ukraina       | 56       | 10       |        | 3        |          | 3        | 6         | 1       |               | 1              |         | 1       |       |          | 1       | 1       | 7  | 10 |
| D                                            | Sverige       | 83       | 2        | 8      |          |          | 5        | 4         | 6       | 2             | 6              | 10      | 6       | 4     |          | 3       | 3       | 8  | 4  |
| D                                            | Malta         | 37       |          |        |          |          | 2        |           | 2       | 3             | 2              | 1       | 4       | 1     | 4        |         |         | 3  | 3  |
| D                                            | Grekland      | 14       |          |        |          | 2        |          |           |         |               |                |         |         |       |          |         |         |    |    |
| D                                            | Litauen       | 33       | 8        | 1      |          |          |          | 2         |         |               | 3              | 2       | 2       | 2     |          |         |         |    | 1  |
| D                                            | Vitryssland   | 137      | 4        | 5      | 8        |          | 12       | 10        | 7       | 10            | 8              | 4       | 8       | 10    | 8        | 12      | 7       | 12 |    |
| Alla länder tilldelades 12 poäng automatiskt |               |          |          |        |          |          |          |           |         |               |                |         |         |       |          |         |         |    |    |

### 12 poäng
Nedan listas antalet tolvor ett land fick av andra länder:
| Nr | Mottagande land | Röstande land                                                         |
| -- | --------------- | --------------------------------------------------------------------- |
| 7  | Armenien        | Belgien, Cypern, Georgien, Nederländerna, Rumänien, Ryssland, Ukraina |
| 3  | Vitryssland     | Litauen, Malta, Portugal                                              |
| 2  | Makedonien      | Bulgarien, Serbien                                                    |
| 2  | Serbien         | Makedonien, Sverige                                                   |
| 1  | Cypern          | Grekland                                                              |
| 1  | Georgia         | Armenien                                                              |
| 1  | Ryssland        | Vitryssland                                                           |

- Alla länder fick 12 poäng i början av omröstningen för att undvika att något land skulle hamna på noll poäng.

## Kommentatorer och röstavlämnare

### Kommentatorer
De flesta av de sändande ländernas tevebolag skickade ner kommentatorer till Rotterdam, medan vissa kommenterade från deras respektive hemländer för att bland annat kunna utge uppgifter om sitt lands telefonröstning.
- Belgien - André Vermeulen (Vlaamse Radio- en Televisieomroep), Maureen Louys och Jean-Louis Lahaye (RTBF)
- Bosnien och Hercegovina - Dejan Kukrić (Bosnien och Hercegovinas radiotelevision)
- Israel - Ingen kommentator (IBA)
- Makedonien  – Milanka Rašik (MKRTV)
- Ryssland - Olga Shelest (RTR)
- Serbien – Duška Vučinić-Lučić (RTS2)
- Sverige – Adam Alsing (TV4)
- Ukraina - Timur Miroshnychenko (NTU)

### Röstavlämnare
Tittare från varje deltagande land röstade genom telefonröstning och/eller Sms. Varje land delade ut 12 poäng till landet som fått flest röster av tittarna, 10 poäng till tvåan, 8 poäng till trean och därefter 7, 6, 5, 4, 3, 2 och 1 poäng till övriga sju bidrag som fick flest röster. Nedan listas samtliga deltagande länders röstavlämnare i startordning:
- Georgien – Nino Epremidze
- Belgien – Bab Buelens
- Armenien – Ani Sahakyan
- Cypern – Natalie Michael
- Portugal – Clara Pedro
- Ryssland – Marina Knyazeva
- Rumänien – Iulia Ciobanu
- Bulgarien – Lyubomir Hadjiyski
- Serbien – Andjelija Eric
- Nederländerna – Kimberly Nieuwenhuizen (representerade Nederländerna 2006)
- Makedonien – Mila Zafirovic
- Ukraina – Assol
- Sverige – Molly Sandén (representerade Sverige 2006)
- Malta – Sophie Debattista (representerade Malta 2006)
- Grekland – Chloe Sofia Boleti (representerade Grekland 2006)
- Litauen – Indre Grikstelyte
- Vitryssland – Alexander Rogachevskiy

## Album
Junior Eurovision Song Contest 2007: Rotterdam-Netherlands, är ett samlingsalbum ihopsatt av Europeiska radio- och TV-unionen och gavs ut i november 2007. Albumet innehåller alla låtar från 2007 års tävling.
| 1.           | Odelia Ranuni         | Mariam Romelashvili (Georgien)                      | 2:46  |
| 2.           | Anders                | Trust (Belgien)                                     | 2:47  |
| 3.           | Erazanq               | Arevik (Armenien)                                   | 2:44  |
| 4.           | I mousiki dinei ftera | Yiorgos Ioannides (Cypern)                          | 2:42  |
| 5.           | Só quero é cantar     | Jorge Leiria (Portugal)                             | 2:46  |
| 6.           | Otlichnitsa           | Alexandra Golovchenko (Ryssland)                    | 2:46  |
| 7.           | Sha-la-la             | 4Kids (Rumänien)                                    | 2:43  |
| 8.           | Bonbolandiya          | Bon-Bon (Bulgarien)                                 | 2:46  |
| 9.           | Piši mi               | Nevena Božović (Serbien)                            | 2:46  |
| 10.          | Adem in, adem uit     | Lisa, Amy & Shelley (Nederländerna)                 | 2:53  |
| 11.          | Ding Ding Dong        | Rosica Kulakova & Dimitar Stojmenovski (Makedonien) | 2:59  |
| 12.          | Urok hlamuru          | Ilona Galytska (Ukraina)                            | 2:45  |
| 13.          | Nu eller aldrig       | Frida Sandén (Sverige)                              | 2:41  |
| 14.          | Music                 | Cute (Malta)                                        | 2:45  |
| 15.          | Kapou berdeftika      | Made in Greece (Grekland)                           | 2:44  |
| 16.          | Kai miestas snaudžia  | Lina Joy (Litauen)                                  | 2:40  |
| 17.          | S druz'yami           | Aljaksej Zjyhalkovitj (Vitryssland)                 | 2:46  |
| Total längd: | Total längd:          | Total längd:                                        | 46:59 |

| 1.           | Odelia Ranuni (Instrumental version)         | Mariam Romelashvili (Georgien)                      | 2:46  |
| 2.           | Anders (Instrumental version)                | Trust (Belgien)                                     | 2:47  |
| 3.           | Erazanq (Instrumental version)               | Arevik (Armenien)                                   | 2:44  |
| 4.           | I mousiki dinei ftera (Instrumental version) | Yiorgos Ioannides (Cypern)                          | 2:42  |
| 5.           | Só quero é cantar (Instrumental version)     | Jorge Leiria (Portugal)                             | 2:46  |
| 6.           | Otlichnitsa (Instrumental version)           | Alexandra Golovchenko (Ryssland)                    | 2:46  |
| 7.           | Sha-la-la (Instrumental version)             | 4Kids (Rumänien)                                    | 2:43  |
| 8.           | Bonbolandiya (Instrumental version)          | Bon-Bon (Bulgarien)                                 | 2:46  |
| 9.           | Piši mi (Instrumental version)               | Nevena Božović (Serbien)                            | 2:46  |
| 10.          | Adem in, adem uit (Instrumental version)     | Lisa, Amy & Shelley (Nederländerna)                 | 2:53  |
| 11.          | Ding Ding Dong (Instrumental version)        | Rosica Kulakova & Dimitar Stojmenovski (Makedonien) | 2:59  |
| 12.          | Urok hlamuru (Instrumental version)          | Ilona Galytska (Ukraina)                            | 2:45  |
| 13.          | Nu eller aldrig (Instrumental version)       | Frida Sandén (Sverige)                              | 2:41  |
| 14.          | Music (Instrumental version)                 | Cute (Malta)                                        | 2:45  |
| 15.          | Kapou berdeftika (Instrumental version)      | Made in Greece (Grekland)                           | 2:44  |
| 16.          | Kai miestas snaudžia (Instrumental version)  | Lina Joy (Litauen)                                  | 2:40  |
| 17.          | S druz'yami (Instrumental version)           | Aljaksej Zjyhalkovitj (Vitryssland)                 | 2:46  |
| Total längd: | Total längd:                                 | Total längd:                                        | 46:59 |